# 布埃诺波利斯
布埃诺波利斯是巴西米纳斯吉拉斯州的一个市镇。总面积1610.959平方公里，总人口9522人，人口密度5.9人/平方公里。